# Giovanni de Sanctis
Pour les articles homonymes, voir De Sanctis.
Giovanni de Sanctis, né en 1949, est un astronome italien qui travaille à l'observatoire de Turin en Italie. Son nom est parfois orthographié De Sanctis, en particulier dans les Minor Planet Circulars émises par le Centre des planètes mineures.
D'après le Centre des planètes mineures, il a découvert 43 astéroïdes, dont 38 avec un co-découvreur (la plupart avec Henri Debehogne), entre 1978 et 1986.
L'astéroïde (3268) De Sanctis a été nommé en son honneur.

## Astéroïdes découverts
| (2461) Clavel[1]                                                          | 5 mars 1981      |
| (2765) Dinant[1]                                                          | 4 mars 1981      |
| (2788) Andenne[1]                                                         | 1er mars 1981    |
| (2958) Arpetito[1]                                                        | 28 février 1981  |
| (3016) Meuse[1]                                                           | 1er mars 1981    |
| (3121) Tamines[1]                                                         | 2 mars 1981      |
| (3235) Melchior[1]                                                        | 6 mars 1981      |
| (3268) De Sanctis[1]                                                      | 26 février 1981  |
| (3308) Ferreri[1]                                                         | 1er mars 1981    |
| (3610) Decampos[1]                                                        | 5 mars 1981      |
| (3740) Menge[1]                                                           | 1er mars 1981    |
| (4192) Breysacher[1]                                                      | 28 février 1981  |
| (4821) Bianucci                                                           | 5 mars 1986      |
| (4931) Tomsk[1]                                                           | 11 février 1983  |
| (4993) Cossard[1]                                                         | 11 avril 1983    |
| (5248) Scardia[1]                                                         | 6 avril 1983     |
| (5365) Fievez[1]                                                          | 7 mars 1981      |
| (5388) Mottola[1]                                                         | 5 mars 1981      |
| (6168) Isnello[1]                                                         | 5 mars 1981      |
| (6364) Casarini[1]                                                        | 2 mars 1981      |
| (6509) Giovannipratesi[1]                                                 | 12 février 1983  |
| (7156) Flaviofusipecci[1]                                                 | 4 mars 1981      |
| (7233) Majella                                                            | 7 mars 1986      |
| (7515) Marrucino                                                          | 5 mars 1986      |
| (7810) 1981 DE [1]                                                        | 26 février 1981  |
| (7916) Gigiproietti [1]                                                   | 1er mars 1981    |
| (7922) Violalaurenti [1]                                                  | 12 février 1983  |
| (8453) Flaviataldini [1]                                                  | 1er mars 1981    |
| (8454) Micheleferrero [1]                                                 | 5 mars 1981      |
| (8619) 1981 EH1 [1]                                                       | 6 mars 1981      |
| (9278) 1981 EM1 [1]                                                       | 7 mars 1981      |
| (9523) Turin[1]                                                           | 5 mars 1981      |
| (9722) Levi-Montalcini[1]                                                 | 4 mars 1981      |
| (11479) 1986 EP5                                                          | 6 mars 1986      |
| (12987) Racalmuto[1]                                                      | 5 mars 1981      |
| (16368) Città di Alba[1]                                                  | 28 février 1981  |
| (16372) Demichele[1]                                                      | 7 mars 1981      |
| (17357) Lucataliano[2]                                                    | 23 août 1978     |
| (17403) Masciarelli                                                       | 6 mars 1986      |
| (26800) Gualtierotrucco[1]                                                | 6 mars 1981      |
| (30768) 1983 YK[3]                                                        | 29 décembre 1983 |
| (52242) Michelemaoret[1]                                                  | 3 mars 1981      |
| (69245) Persiceto[1]                                                      | 1er mars 1981    |
| 1. avec Henri Debehogne 2. avec Vincenzo Zappalà 3. avec Giuseppe Massone |                  |